# Opuntia pachona
Opuntia pachona ist eine Pflanzenart in der Gattung der Opuntien (Opuntia) aus der Familie der Kakteengewächse (Cactaceae). Das Artepitheton pachona stammt aus dem Spanischen, bedeutet ‚zerzaust‘ und verweist wahrscheinlich für die unregelmäßig angeordneten und manchmal verdrehten Dornen der Art.

## Beschreibung
Opuntia pachona wächst strauchig, ist reich verzweigt und erreicht Wuchshöhen von 1 bis 1,5 Meter. Es wird meist ein auffälliger Stamm ausgebildet. Die dunkelgrünen, leicht flaumigen, verkehrt eiförmigen Triebabschnitte sind bis zu 30 Zentimeter lang und bis zu 20 Zentimeter breit. Die ovalen bis kreisrunden Areolen stehen 2,5 bis 3 Zentimeter voneinander entfernt und tragen rötlich braune, bis zu 2 Millimeter lange Glochiden. Die zwei bis fünf manchmal verdrehten, spreizenden, weißlichen Dornen besitzen eine dunklere Spitze.
Die Blüten wurden nicht beschrieben. Die Früchte sind rötlich purpurfarben.

## Verbreitung und Systematik
Opuntia pachona ist im mexikanischen Bundesstaat Zacatecas verbreitet.
Die Erstbeschreibung durch David Griffiths wurde 1910 veröffentlicht. Ein nomenklatorisches Synonym ist Opuntia streptacantha var. pachona (Griffiths) K.Hammer (1976).

## Nachweise